# Restio curviramis
Restio curviramis är en gräsväxtart som beskrevs av Carl Sigismund Kunth. Restio curviramis ingår i släktet Restio och familjen Restionaceae. Inga underarter finns listade i Catalogue of Life.